# Cattedrale di San Giustino

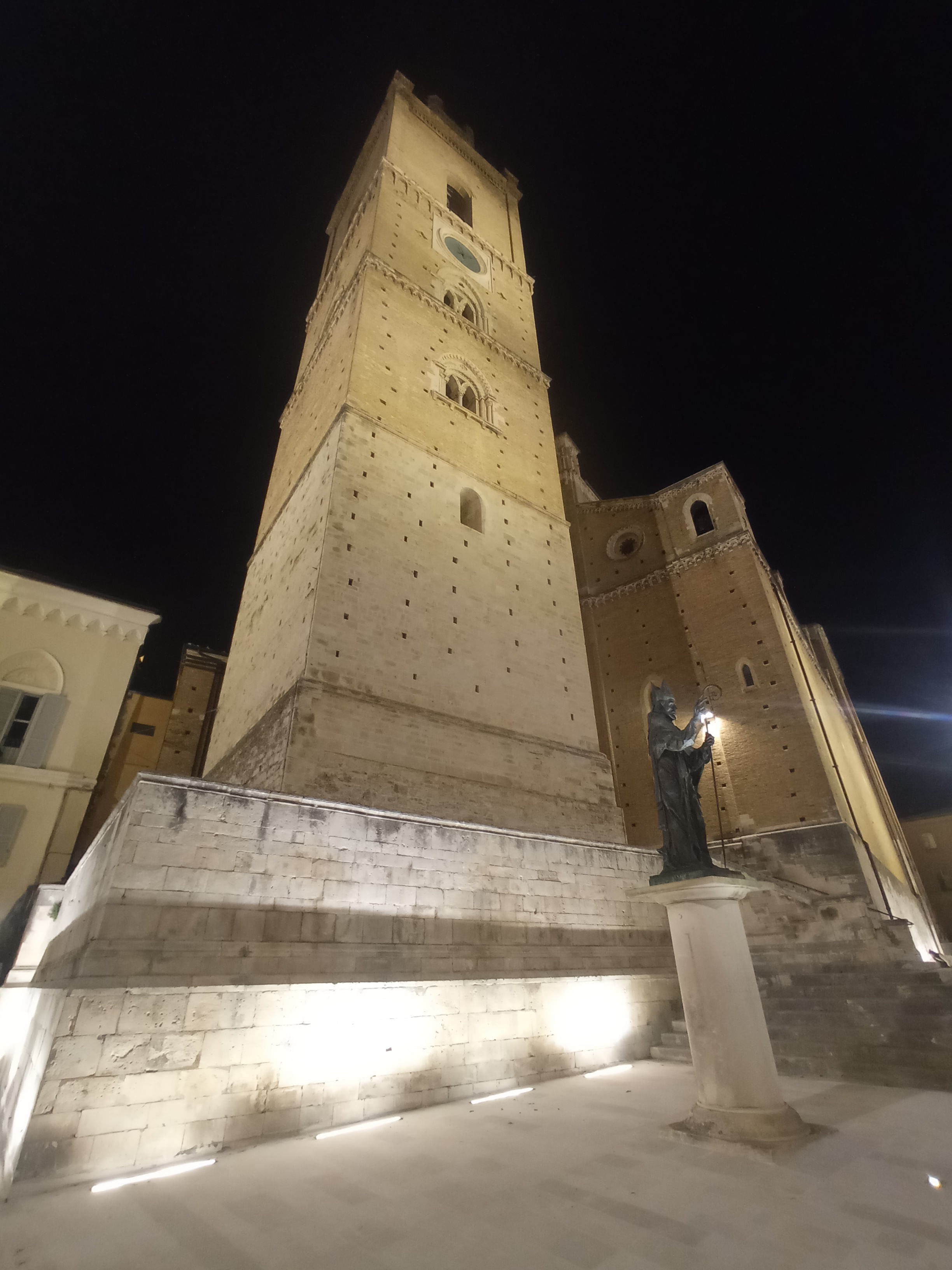
Campanile della Cattedrale illuminato di notte

La cattedrale metropolitana di San Giustino è la chiesa principale dell'Arcidiocesi di Chieti-Vasto, nel comune di Chieti, in Abruzzo.
Si affaccia sulla piazza con denominazione omonima, piazza San Giustino, ed è Monumento nazionale dal 1902.

## Storia

### Origini sopra il tempio di Ercole
Alcuni storici vogliono che la chiesa fosse stata edificata intorno al V secolo d.C., quando il vescovo San Giustino venne a Chieti ad evangelizzare il popolo pagano, facendo in modo di costruire la prima chiesa; da alcune tracce di pavimento smaltato, forse appartenente a una villa della piazza, si è supposta l'antichità così remota della chiesa cattedrale.
Nel VI secolo d.C. il Colle San Gallo, ossia la piazza della cattedrale, fu l'area scelta dal vescovo Donato per la costruzione della nuova Basilica di Santa Maria Maggiore, la prima realizzazione ufficiale. Dagli studi archeologici presso le fondamenta del Duomo attuale, si è scoperto che Donato avrebbe fatto realizzare la basilica seguendo il modello della basilica civile romana, a navata centrale ed a pianta rettangolare, con due navatelle laterali, poi nell'XI secolo fu scelto, come ricorda lo storico Gavini, l'impianto benedettino a croce latina; terminante con abside semicircolare. L'edificio era preceduto da un cortile quadriportico, esistente sino al XVII secolo, sulla facciata si aprivano una serie di arcate con i portoni di ingresso. Infine sotto il presbiterio c'era la cripta, usata per venerare il corpo di San Giustino, primo vescovo di Chieti, ricavata da una cisterna romana. L'arrivo dell'orda visigota nel V secolo provocò distruzioni, con l'arrivo di Teodorico nel 489 in Italia le sorti di Teate migliorarono, e si beneficiò del nuovo sistema politico ostrogoto, la Cattedrale continuò a prosperare, mentre la città veniva dotata di uno "xenodochium" per ospitare gli stranieri, con cappella dedicata a Sant'Agata, detta ancora oggi "dei Goti", situata nel quartiere Trivigliano, prima parrocchia di questo agglomerato urbano, oggi noto come Porta Pescara o Porta Santa Maria.

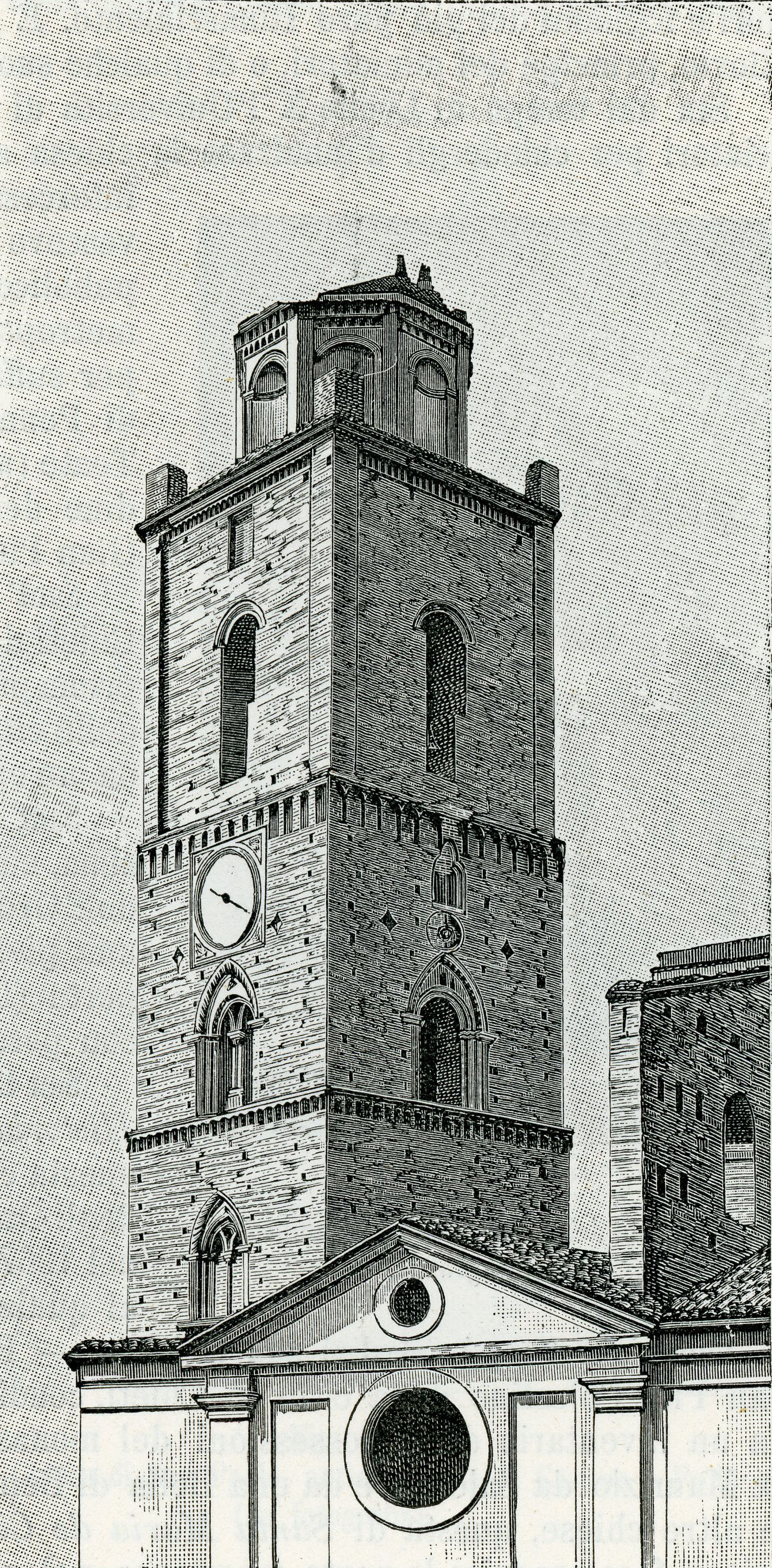
Incisione ottocentesca del campanile tronco, sulla cima

### L'edificio di San Tommaso, dell'epoca dei Conti Teatini
Durante la guerra del Papa contro il ducato di Benevento, dalla Francia venne chiamato il sovrano Carlo Magno, il quale spedì i suoi luogotenenti nelle città principali del ducato, tra cui Chieti, che venne saccheggiata e bruciata nell'801 da Pipino d'Italia, nonostante le proteste del Conte Astolfo. La città verrà ricostruita, ma aggregata al neonato ducato di Spoleto dei Franchi. A causa del grave incendio, è difficile ricostruite le vicende della città dalla tarda epoca romana in poi, poiché i documenti della diocesi furono andati dispersi o distrutti. A Chieti venne istituita una marca che venne affidata al controllo del Conte Aldo, mentre la diocesi era sotto il vescovado di Tedorico I suo fratello, il quale si adoperò, nell'840 a ricostruire la cattedrale, che fu consacrata col sinodo del 7 maggio 842 a San Tommaso apostolo. Nei secoli XI-XII si intraprese la costruzione di un nuovo edificio, forse in seguito a un terremoto, della quale si conserva fino ad oggi la cripta e la base in pietra del campanile.
Il nuovo edificio doveva avere l'orientamento odierno e sembra dovesse assomigliare al cenobio benedettino dell'abbazia di San Clemente a Casauria, fu riconsacrata solennemente dal vescovo Attone I il 5 novembre del 1069 e dedicata a San Giustino.
Nel 1097 Papa Urbano II predica nella chiesa cattedrale la Prima Crociata per la riconquista di Gerusalemme.

### Dal Medioevo al Settecento

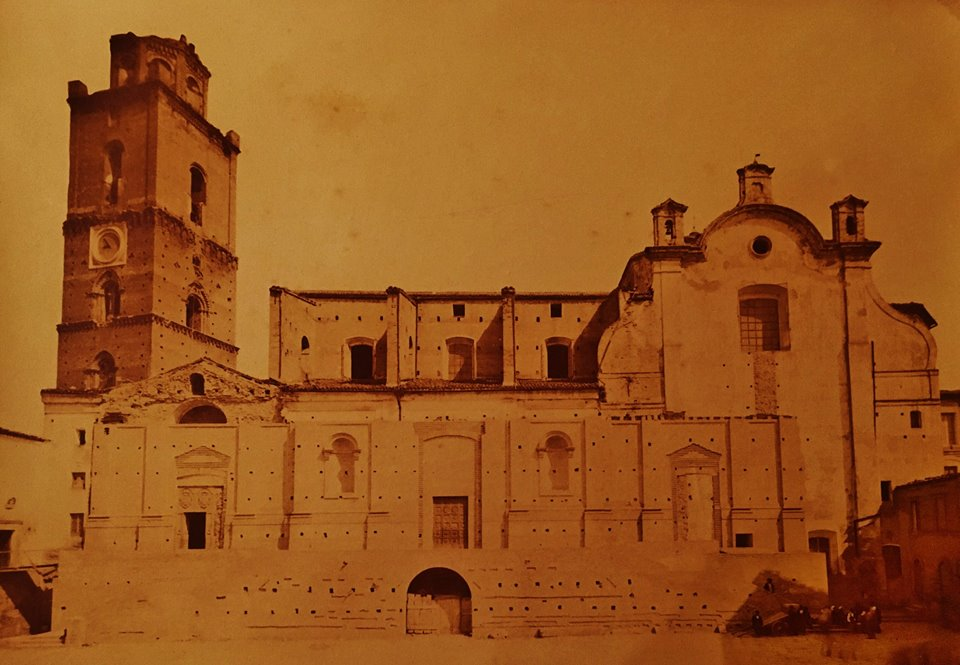
Il campanile e la fiancata destra nel 1920 circa, prima della ricostruzione degli elementi medioevali.

Nel corso del secolo XIV ricevette l'aspetto generale che sostanzialmente conserva ancor oggi e che la apparenta alle cattedrali di Sulmona, di Corfinio e all'abbazia di San Giovanni in Venere. Inoltre dal 1335 si elevò il poderoso campanile, al quale nel 1498, Antonio da Lodi aggiungerà l'ultimo piano e il coronamento a cuspide. Era l'architetto che realizzò anche le torri campanarie del duomo di Atri, del duomo di Teramo, delle chiese di Sant'Agostino sia a Penne, che ad Atri, e della collegiata di Città Sant'Angelo. A causa dei rifacimenti successivi, e soprattutto in stile pseudo gotico, quanto ai restauri degli anni '20, il campanile è l'unica opera originale della chiesa medievale.
Nel corso dei secoli successivi, per tutto il '400 e '500, i vescovi contribuirono all'arricchimento e alla decorazione del Duomo, tanto più dal 1º giugno 1526, quando, su richiesta di Monsignor Felice Trofino, con la bolla Super universas di papa Clemente VII, Chieti fu elevata al rango di arcidiocesi e sede metropolitana.
L'edificio comincia ad assumere le fattezze odierne a cavallo del Seicento, quando l'arcivescovo-conte di Chieti, Matteo Seminiato, procede ad una prima grande ristrutturazione della cripta dotandola di fastosi stucchi e man mano si venne a creare quella volntà di rimodernizzare l'edificio in stile barocco allora in auge.
Nonostante le varie opposizioni della Municipalità, tanto che si ricorse anche al giudizio della Corte Suprema di Napoli, l'occasione si presentò con i rovinosi terremoto dell'Aquila del 1703
 e il Terremoto della Maiella del 1706. In particolare crollò la cuspide ottagonale del campanile, e si minò alla stabilità dell'edificio. Così dal 1765 l'arcivescovo Francesco Brancia riuscì a portare a termine i lavori di un rifacimento radicale di tutto il complesso nell'arco di appena quattro anni. Tutte le parti dell'edificio, tranne il campanile e la planimetria, furono toccate, trasformando il tempio in quello stile classicista-tardo barocco che ne contraddistingue ancor'oggi l'interno. Lavori di ammodernamento si susseguirono fino all'arcivescovado di Luigi Ruffo Scilla (1881), il quale mise mano all'epicopio e rinnovò la cappella del Santissimo Sacramento.

### Restauri del Novecento

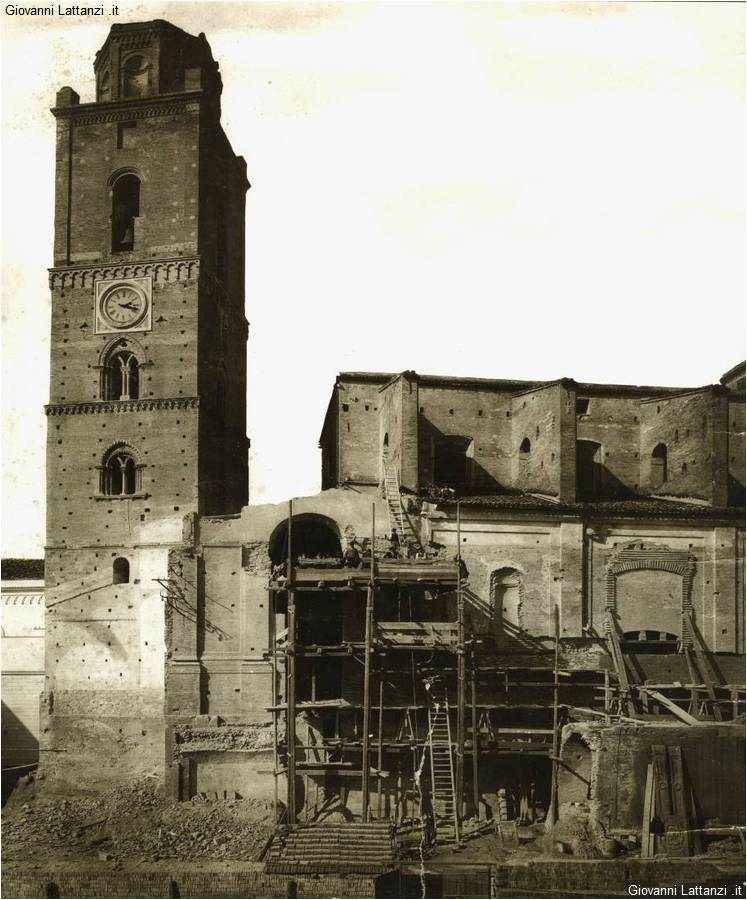
I lavori di ripristino neogotico dell'esterno, anni '20

In fotografie storiche si vede come l'esterno della cattedrale, nel lato piazza, fosse incompiuto; dalle memorie di Cesare de Laurentiis, sindaco e storico di Chieti, si ha menzione di una cappella dell'Annunziata, collegata al vecchio palazzo del Capitano, poi abbattuto, sopra cui verrà realizzato il Palazzo di Giustizia, e in parte collegata alla torre campanaria; la cappella fu demolita nel 1911. Furono scoperte delle pitture trecentesche raffiguranti la vita di Santa Caterina martire.
Tra gli anni 1920 e 1936, viene progettata e realizzata da Guido Cirilli la sistemazione che rivoluziona la facciata e il fianco destro dell'edificio. Il fronte, nascosto dal massiccio campanile, venne rifatto, su modello delle chiese aquilane, con coronamento orizzontale e aperto da un rosone neo-romanico. Il fianco meridionale della cattedrale, quello che fa da sfondo alla piazza, fu ridisegnato in forme medievali ispirate in parte ai pochi elementi superstiti della decorazione originaria nella zona absidale, e in parte ad esempi romanici della zona adriatica meridionale. Viene eliminato l'ingresso laterale (originariamente corredato da una scalinata e da un portico), disegnato un nuovo portale, sempre tangente all'ingresso vero e proprio, una nuova facciata per il transetto, con una grande ghimberga ispirata probabilmente a quella della facciata del duomo di Teramo, mentre chiesa e campanile venivano inglobati in una zoccolatura marmorea e veniva riedificata la cuspide campanaria caduta nel 1703 a causa del terremoto aquilano.
Negli anni settanta, la politica di “ripristino” allora perseguita dalla sopraintendenza regionale di L'Aquila con a capo Mario Moretti, distrugge le decorazioni barocche della cripta, riportando alla luce il sottostante “strato” medievale di mattoni a vista e solo poche tracce di affreschi. Nel 2005 la base del campanile viene adornata con la statua di San Giustino, opera di Luciano Primavera, e vengono eseguiti lavori di ripulitura dell'esterno.

## Descrizione

### Esterno e facciata

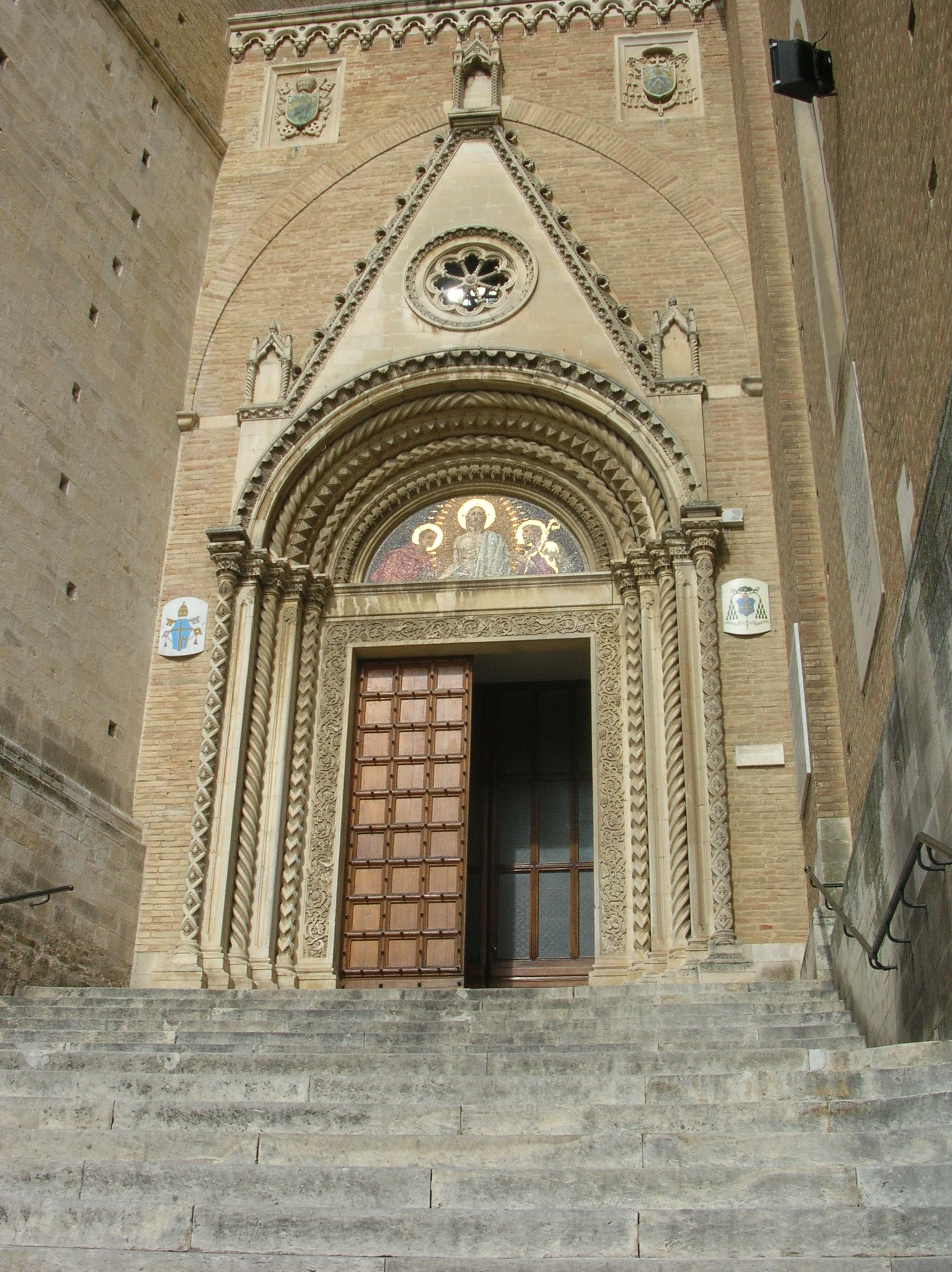
Il portale maggiore

L'esterno è il frutto del rimaneggiamento neogotico degli anni '20 e '30 su progetto di Guido Cirilli. Originalmente aveva una facciata secondaria presso il campanile, e il lato del transetto aveva un finestrone, oggi inglobato nel rosone a raggi. L'impianto conserva l'antica medievale impostazione a croce latina coi bracci del transetto sporgenti e cupola presso il transetto. Come ha rilevato lo storico Ignazio Gavini, presso l'abside semicircolare si vede una seconda abside asimmetrica con tre tribune, facenti parte della cripta, l'elemento più antico della cattedrale normanna.
Prima dei restauri, esisteva la cappella dell'Annunziata, demolita nel 1911, e un porticato laterale esistente sino al XVII sec, come dimostrano dei disegni, poi demolito, che abbelliva il fianco e dove si stilavano gli atti notarili. Il portale maggiore era incompiuto ed era affiancato da due nicchie, sul lato del transetto e dell'ingresso alla cripta vi era un finestrone, nascosto oggi dal rosone.
L'esterno mostra verso piazza San Giustino un ingresso monumentale, con scalinata che termina presso un portale neogotico strombato con colonne a spina di pesce e gli stemmi dell'Arcidiocesi. Nella lunetta un mosaico, opera di Biagio Biagetti, ritrae Cristo risorto tra San Giustino e San Tommaso, cui originalmente era intitolata la cattedrale.
Il fianco della chiesa è aperto da tre monofore gotiche ed è coronato da portico-loggia neogotico poggiante su una cornice di archetti pensili. Il portico inizia da una piccola torre campanaria angola e termina presso il transetto. Quest'ultimo presenta un rosone, alla  è aperto da due porte gemelle di stile romanico che dà accesso alla cripta. Fiancheggiano le porte due statue barocche di santi dell'ordine domenicano, provenienti dalla facciata della demolita chiesa di San Domenico al Corso.

### Il campanile

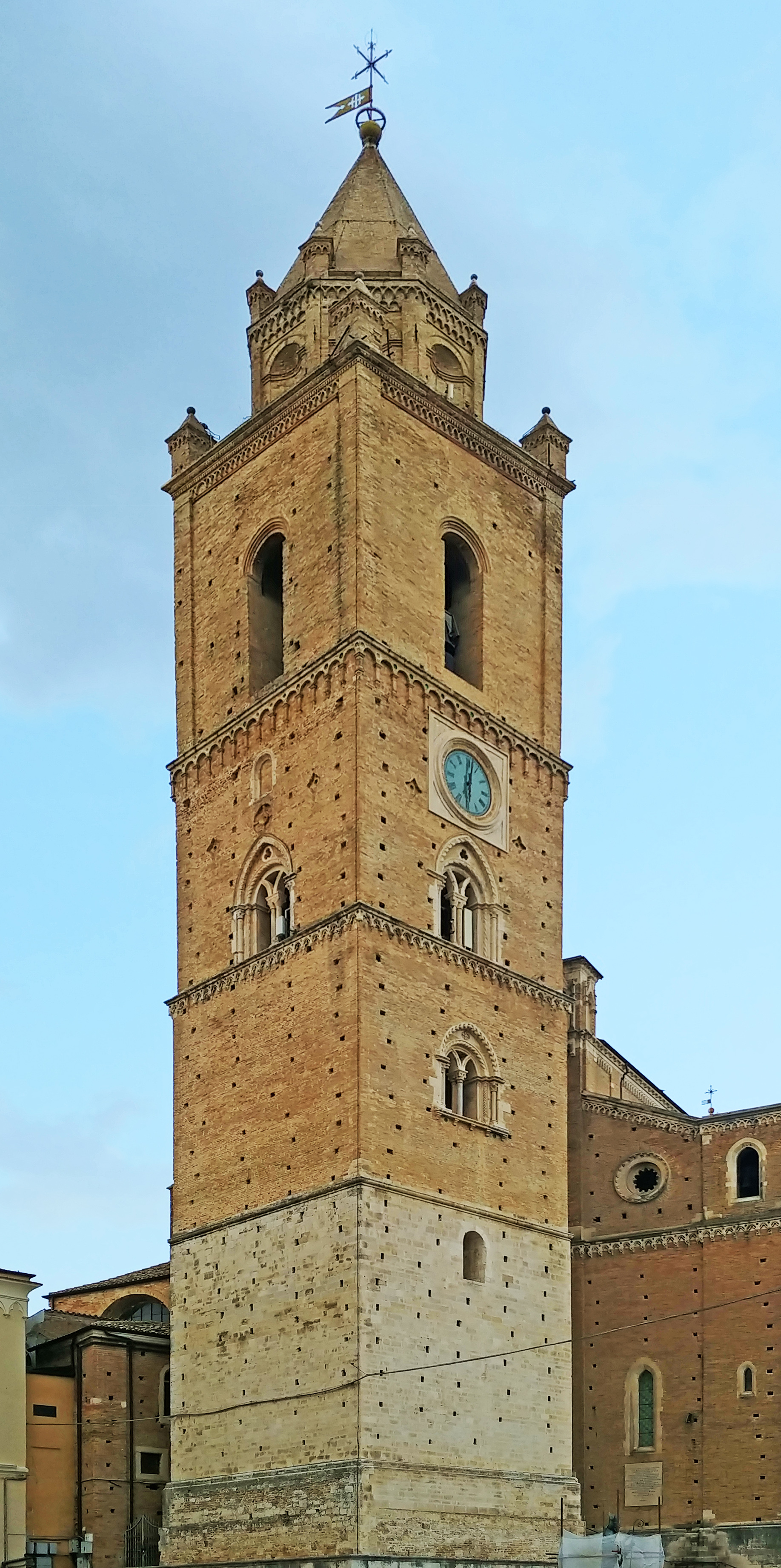
Il campanile.

Il campanile attuale risale all'XI secolo per quanto concerne la base in pietra, al 1335 i due livelli successivi (una lapide reca l'iscrizione dell'architetto che lo realizzò: BARTOLOMEO IACOBI). La cella campanaria e il coronamento a tamburo ottagonale con cuspide vennero realizzati da Antonio da Lodi nel 1498.
Il terremoto della Maiella del 1706 provocò il crollo della cuspide, la quale rimase in quello stato per due secoli. Infatti venne ricostruita in stile dall'architetto Guido Cirilli sono negli anni 1930 per volere del Monsignor Giuseppe Venturi.

### Interno

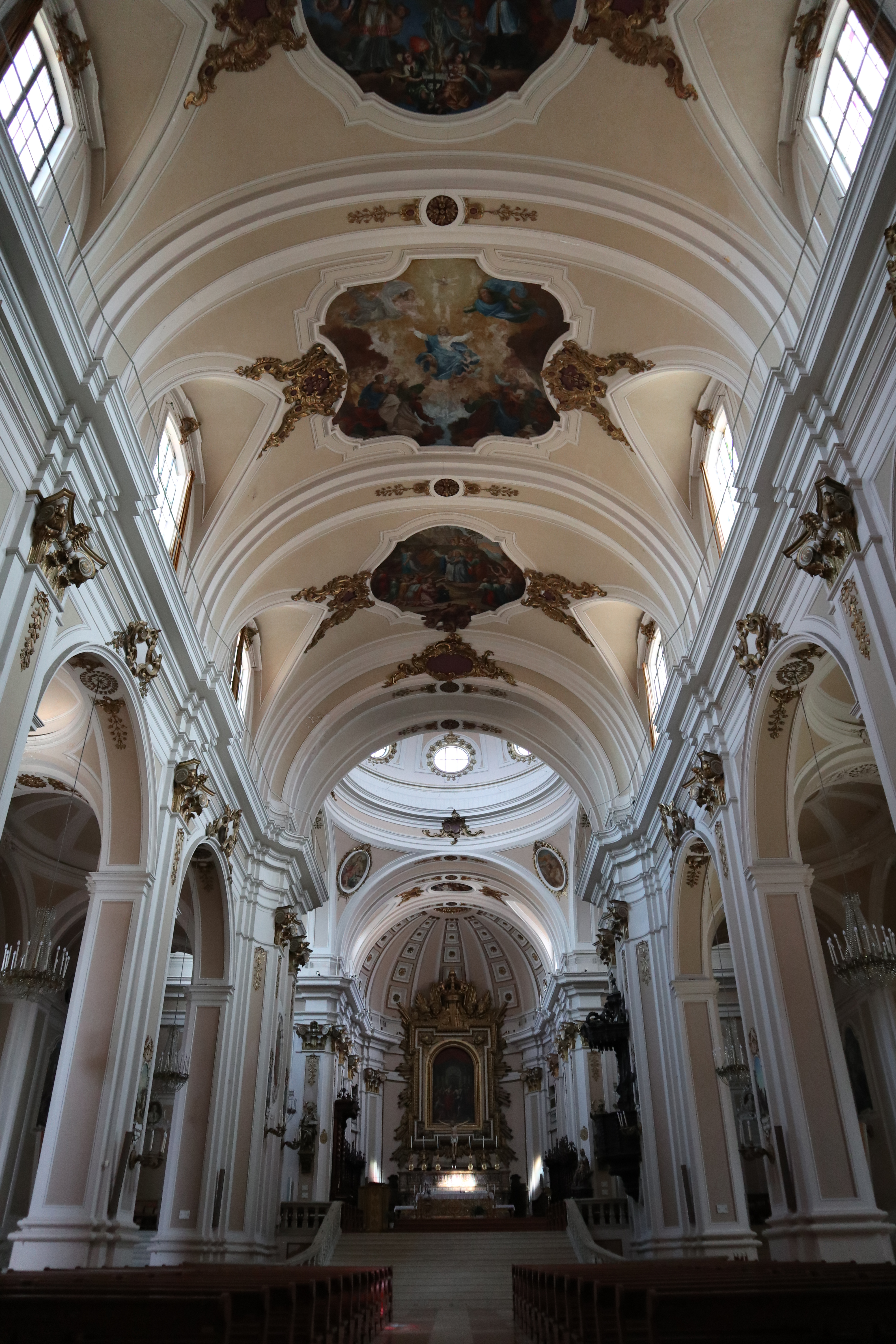
L'interno.

Pur nei rimaneggiamenti, la cattedrale continua a rispettare la pianta a croce latina a tre navate divise da pilastri e denuncia le sue lontane ascendenze benedettine. Dotata di transetto, non eccedente in pianta, di un presbiterio sopraelevato (sotto al quale si apre la cripta) e di tre absidi al termine delle navate; presenta due asimmetrie, con l'apertura nella navata sinistra della cappella del Sacramento e la prosecuzione della stessa navata sinistra in senso orizzontale, oltre la pianta della chiesa, con il secretariato. Nella parte destra invece si apre, in corrispondenza della controfacciata, una piccola nicchia che contiene il fonte battesimale.
Le navate laterali sono coperte da volte a calotta (nella sola navata destra si aprono tre monofore), la centrale, ampia secondo la tipologia romanica il doppio delle laterali, è scandita da vigorosi pilastri quadrangolari a zoccolatura marmorea che sorreggono una volta a botte lunettata, decorata da episodi della Vita della Vergine Maria e di San Giustino. Nel transetto sono ricavati due altari fastosamente decorati, mentre due cappelle si aprono nelle absidi. Sopra il transetto s'eleva cupola circolare, all'interno della quale si trovano otto lucernari.
Il profondo presbiterio, che ospita il coro, lo scranno dell'arcivescovo (Chieti è sede metropolita), il monumentale altare maggiore, e l'altare postconciliare, sono coperti da una calotta semisferica, prima della quale si aprono altri due grandi finestroni che donano luce all'intera zona absidale.

L'ingresso ai bracci laterali del transetto ed al presbiterio è consentito da due ordini diversi di scalinate; quella della navata centrale è costeggiata da una raffinata balaustra e s'interseca con le scalette che consentono viceversa la discesa nella cripta. Poco al di sopra della balaustra, sul primo ordine di pilastri, s'innalza un pulpito ligneo.

#### Cappelle ed altari laterali
Cappella di San Gaetano
La cappella di San Gaetano da Thiene, si trova nel lato destro del transetto ed è dedicata ad un santo proveniente dalla provincia vicentina ma strettamente legato a Chieti per via della fondazione dell'ordine regolare dei "teatini", realizzata di concerto all'allora vescovo Gian Pietro Carafa (il futuro papa Paolo IV). Fondato nel 1524 l'ordine che prese il nome appunto da Chieti (Teate) aveva avuto origine dall'Oratorio del Divino Amore, istituito a Roma nel 1517, ed ebbe grandissima importanza nella restaurazione cattolica.

L'altare risale al 1738, voluto dall'arcivescovo De Palma al quale si riferiscono le due lapidi ai lati dello stesso. È formato da un altare marmoreo, sormontato da due colonne che sorreggono un timpano spezzato al centro del quale sono raffigurati degli angeli. La pala dell'altare risale anch'essa al 1738 e raffigura Il Santo mentre riceve dalle mani della Vergine Maria il Gesù Bambino, nella Basilica di Santa Maria Maggiore in Roma, nella notte di Natale del 1517.
È opera di Ludovico De Majo, pittore napoletano seguace di Solimena, piuttosto attivo in città; di tipico tratto barocco napoletano, è una classica conversazione di santi caratterizzata da un cromatismo molto freddo, quasi a conferire ai personaggi tratti da statue di cera. In alto, nella volta del transetto, trova posto una tela raffigurante gli ordini dei frati camilliani, dei caracciolini e dei teatini (tutti legati in qualche modo alla città), opera del pittore ottocentesco Del Zoppo.
Cappella della Mater Populi Teatini
La cappella della Mater populi teatini, si trova nella parte destra del transetto, sopraelevata di un gradino rispetto allo stesso. All'interno di essa vi sono due tele, un altare marmoreo ed una nicchia con una statua lignea rinascimentale di Maria con Gesù bambino detta la "Mater Populi Teatini", proveniente dalla chiesa ottagonale di Santa Maria di Tricalle.
L'altare ospita un paliotto datato 1695, anticamente posto sull'altare maggiore e che rappresenta San Giustinoin abiti pontificali. I due quadri invece sono celebrazioni di martiri appese ai lati della cappella: quello di sinistra è del guardiense Nicola Ranieri, e raffigura San Giovanni Nepomuceno, martirizzato in Boemia nel 1393; quello di destra è di autore ignoto e mostra i protomartiri locali (secondo la tradizione) Domiziano e Legonziano.
Cappella di San Giustino vescovo
Sul lato sinistro del transetto, in fondo, si apre la cappella dedicata al santo protettore di Chieti e titolare della cattedrale San Giustino (le cui reliquie invece si trovano in cripta), restaurata come testimoniato da una targa all'ingresso. La dedicazione al patrono è degli anni settanta del novecento; la cappella originaria si trovava anch'essa infatti in cripta; di San Giustino è contenuto solo un busto in bronzo protetto da una robusta inferriata. Tale opera è di scuola scultorea romana, ed è stata eseguita nel 1983: le precauzioni sono un retaggio del furto del busto (stesso materiale, ma molto più prezioso) che Nicola da Guardiagrele realizzò nel Quattrocento. Le opere pittoriche presenti ai lati della cappella, finemente decorata in marmo, sono invece dedicate a san Nicola di Bari; quella di sinistra, semplice e di stampo devozionale, è del 1900 ed è firmata Marchiani. Quella di destra, è del XVI sec. ed è di autore ignoto.

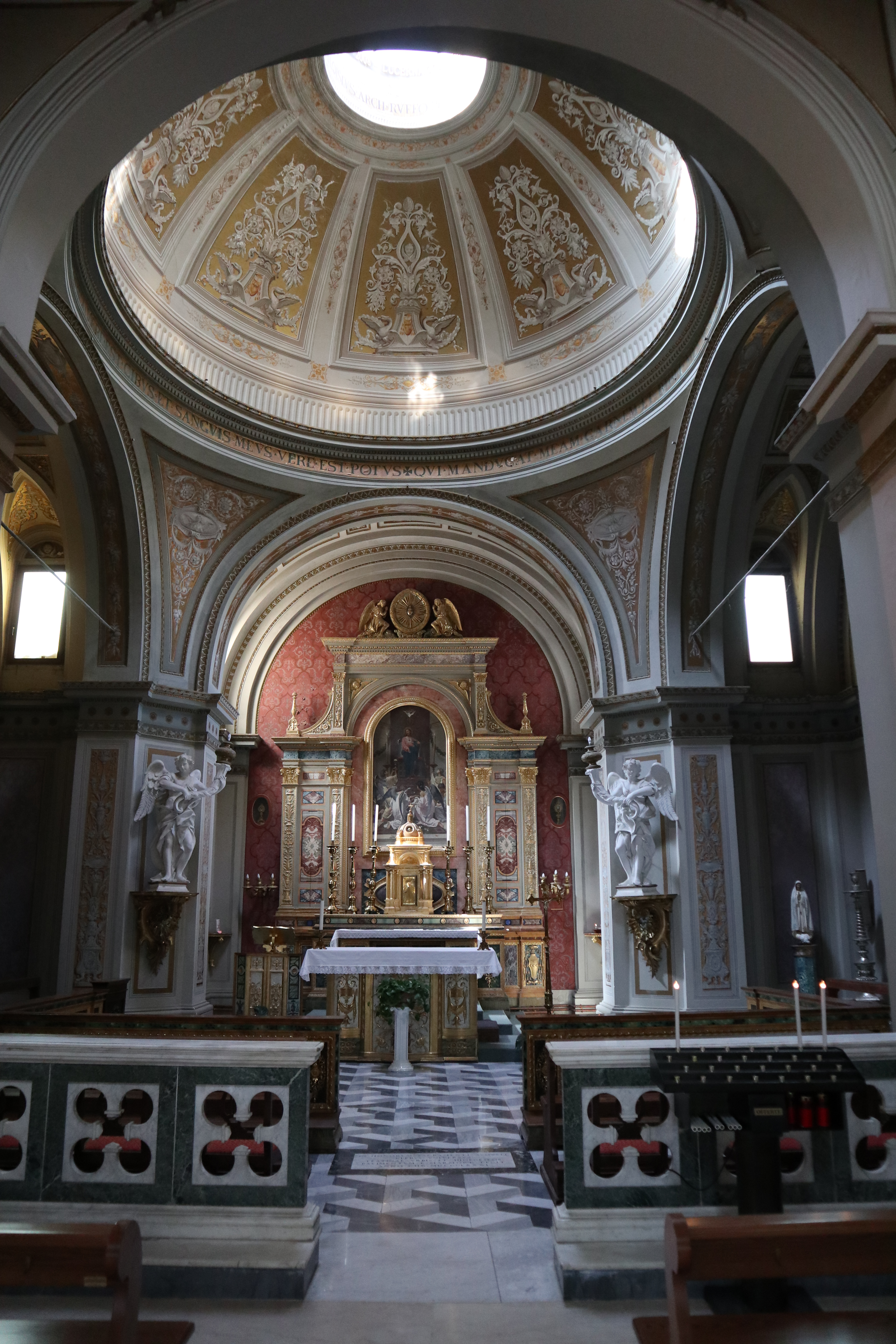
La cappella del Santissimo Sacramento.

La cappella dell'Immacolata si trova nella zona sinistra del transetto, perfettamente di fronte a quella di San Gaetano. Anche qui troviamo un altare marmoreo, sormontato da 4 colonne che reggono due timpani spezzati, e la fastosa decorazione a stucchi. Le due statue in gesso ai lati, sono opera del comasco Giuseppe Mambrini e raffigurano allegorie della virtù (la fortezza e la mansuetudine). 
La pala d'altare invece risale al 1759, e fu commissionata al napoletano Saverio Persico (autore anche della pala d'altare maggiore) dall'allora arcivescovo monsignor Sanchez de Luna. Rappresenta L'Immacolata Concezione in "conversazione" con San Nicola e San Gennaro, santi della devozione personale dell'arcivescovo, che era di origine napoletana e faceva nome appunto Nicola.
Sempre di scuola napoletana ed eseguita secondo i canoni del tardo barocco, la pala del Persico è meno incisiva di quella dell'altare maggiore, soprattutto nei cromatismi spenti e piatti, mentre la drammatica espressività dei volti è riscontrabile solo nell'emaciato San Gennaro.
Cappellone del Santissimo Sacramento
La cappella del SS. Sacramento si apre lungo la navata di sinistra, ed è un oratorio coperto da cupola; appare come una riproduzione in piccolo della cappella del Santissimo Sacramento in San Pietro a Roma. Separata dalla navata da una balaustra, presenta ai lati due opere pittoriche devozionali dedicate alla Madonna. Quella sulla destra riporta la Madonna dei miracoli di Casalbordino: il messaggio "cantate domino" ricorda l'esistenza ivi di una piccola cantoria poi soppressa. In fondo alla cappella c'è l'altare del Santissimo Sacramento, con due angeli di cartapesta bianca a "vegliare" una svettante macchina marmoreo-lignea, dorata in quasi tutte le sue parti. Al centro di essa, troviamo la pala Il trionfo dell'Eucaristia del pittore romano Francesco Grandi.
La tela, dipinta in stile neoclassico nel 1890, vede un Cristo in trono al culmine di una scalinata con angeli oranti ai piedi della stessa. Uno di questi, quello più esterno sulla sinistra del quadro, porta in mano la pisside contenente il Santissimo Sacramento.

#### Presbiterio e abside

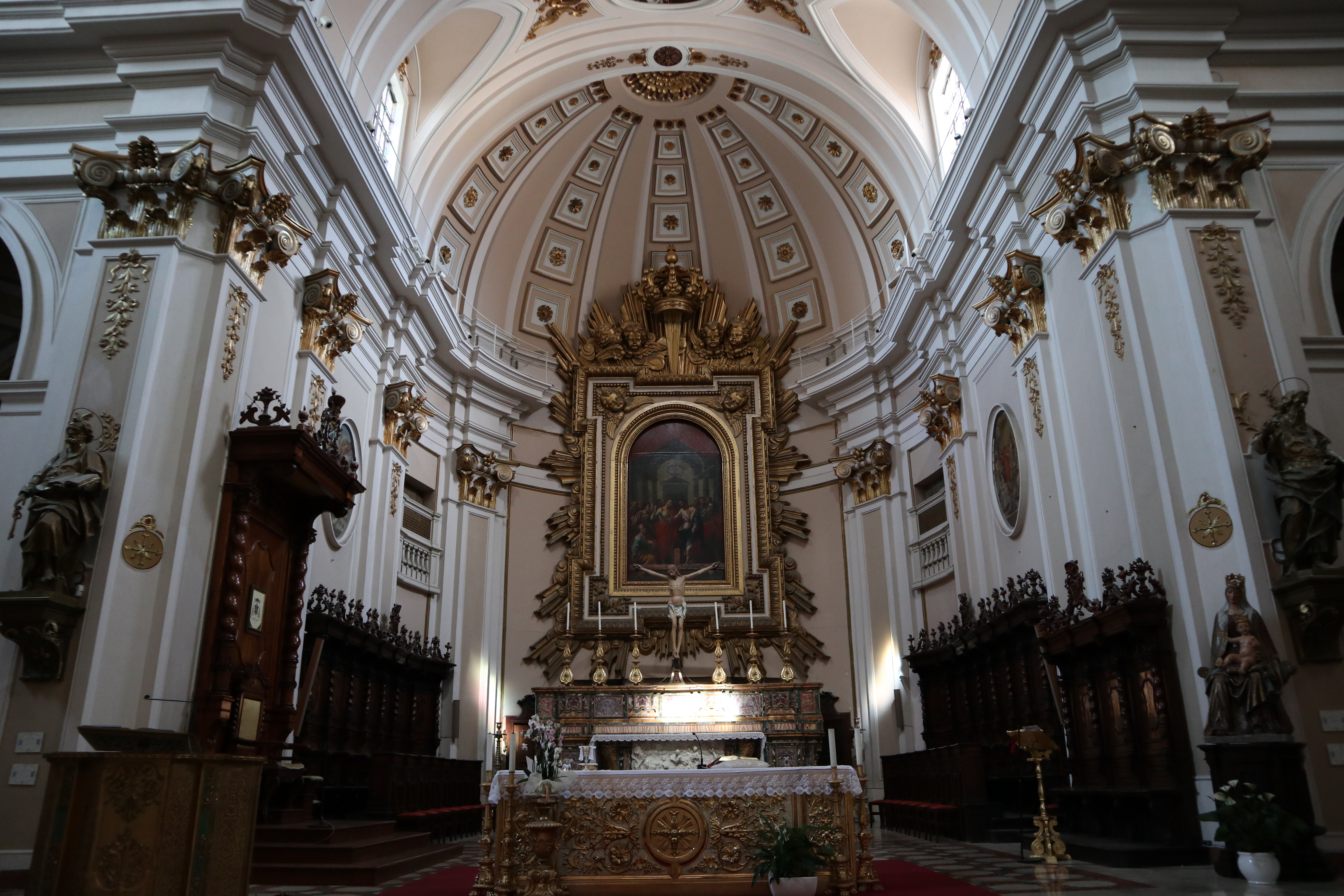
Il presbiterio e l'abside.

Il presbiterio si presenta come un ambiente ampio e ben proporzionato all'interno dell'edificio. Illuminato dai due finestroni che si aprono tra le colonne e la calotta semisferica che lo conclude, l'ambiente è sopraelevato di tre gradini ed introdotto da due statue, una per lato, dei santi Pietro e Paolo, realizzate in cartapesta dorata. La calotta è ornata da stucchi riproducenti disegni geometrici, le colonne hanno, come nel resto della chiesa, i capitelli decorati in legno dorato, e continua il gioco di mensole e paraste che contraddistingue l'intera aula.

Al centro del presbiterio, sul lato prospiciente l'assemblea, è posizionato l'altare "nuovo", introdotto dopo la riforma liturgica; al suo fianco una croce processionale dorata, come ricco di dorature è l'altare stesso. Lungo i lati del presbiterio sono gli scranni del coro dei canonici, opera lignea voluta da Monsignor Brancia, realizzata nel settecento dall'intagliatore Bencivenga e dalla sua bottega, autori anche dei confessionali e del pulpito.
 Sulla sinistra del presbiterio è la cattedra vescovile.
Quasi addossato all'abside s'impone l'altare maggiore, con la pala inquadrata da una maestosa cornice barocca in legno dorato. Raffigura l'Incredulità di San Tommaso, in onore, evidentemente, della prima dedicazione della Chiesa. Datata al 1789, è opera di Saverio Persico. L'episodio è quello più famoso della vita dell'apostolo, nonché uno dei capisaldi della dimostrazione della resurrezione del Cristo, che invita l'incredulo discepolo a toccare con mano il suo costato e le ferite ancora presenti nella sua carne. Rappresentazione abbastanza canonica dell'avvenimento, si dimostra comunque di pregio sia nella composizione spaziale, sia nei cromatismi. Nella volta un ovale (di epoca successiva) riproduce lo stesso tema della pala d'altare, mentre ai lati del presbiterio si aprono altri due spazi simili che forniscono preziose informazioni in forma pittorica: sono infatti i medaglioni dei successori di San Giustino, voluti a metà dell'800 dall'arcivescovo Saggese. La stessa iscrizione in entrambi recita così: "Giustino dopo Antimo e dodici vescovi dopo S.Giustino ressero, come si tramanda, questa sede teatina".

##### Paliotto barocco
L'altare maggiore è composto di lastre di marmo policromo, che al centro, tra due colonnine, lasciano spazio al prezioso paliotto, vero capolavoro dell'arte scultorea barocca. Ritorna il racconto, già visto in uno degli ovali della navata centrale, "L'acclamazione di San Giustino a vescovo" da parte del popolo che lo convince ad accettare il bastone del comando. La scena è tratta da una leggenda popolare, ripresa anche dallo storico Girolamo Niclino, che vuole San Giustino come eremita della Maiella, che viene visitato nella grotta dal popolo di Teate che lo implora di divenire loro vescovo. Il movimento delicato e sinuoso delle forme, capaci di rendere al meglio anche la natura e l'austerità del rifugio della Maiella, rappresenta la figura del santo, di grandissimo pregio nel viso stupito e timoroso, che si contrappone ad un piccolo ma tumultuoso gruppo: in pochi simboli sono trasmesse due ansie diverse: quelle di San Giustino, che rimane con una mano quasi aggrappato al suo libro e dunque al monachesimo ed alla vita contemplativa; quello della gente, che invece è impaziente di vederlo sullo scranno vescovile e di averlo alla propria guida. L'opera, voluta da Monsignor Brancia, è attribuita al grande maestro napoletano Giuseppe Sammartino. Tale paternità tuttavia non è unanimemente riconosciuta e non manca chi afferma che possa appartenere a qualche seguace non meglio precisato.

### Cripta

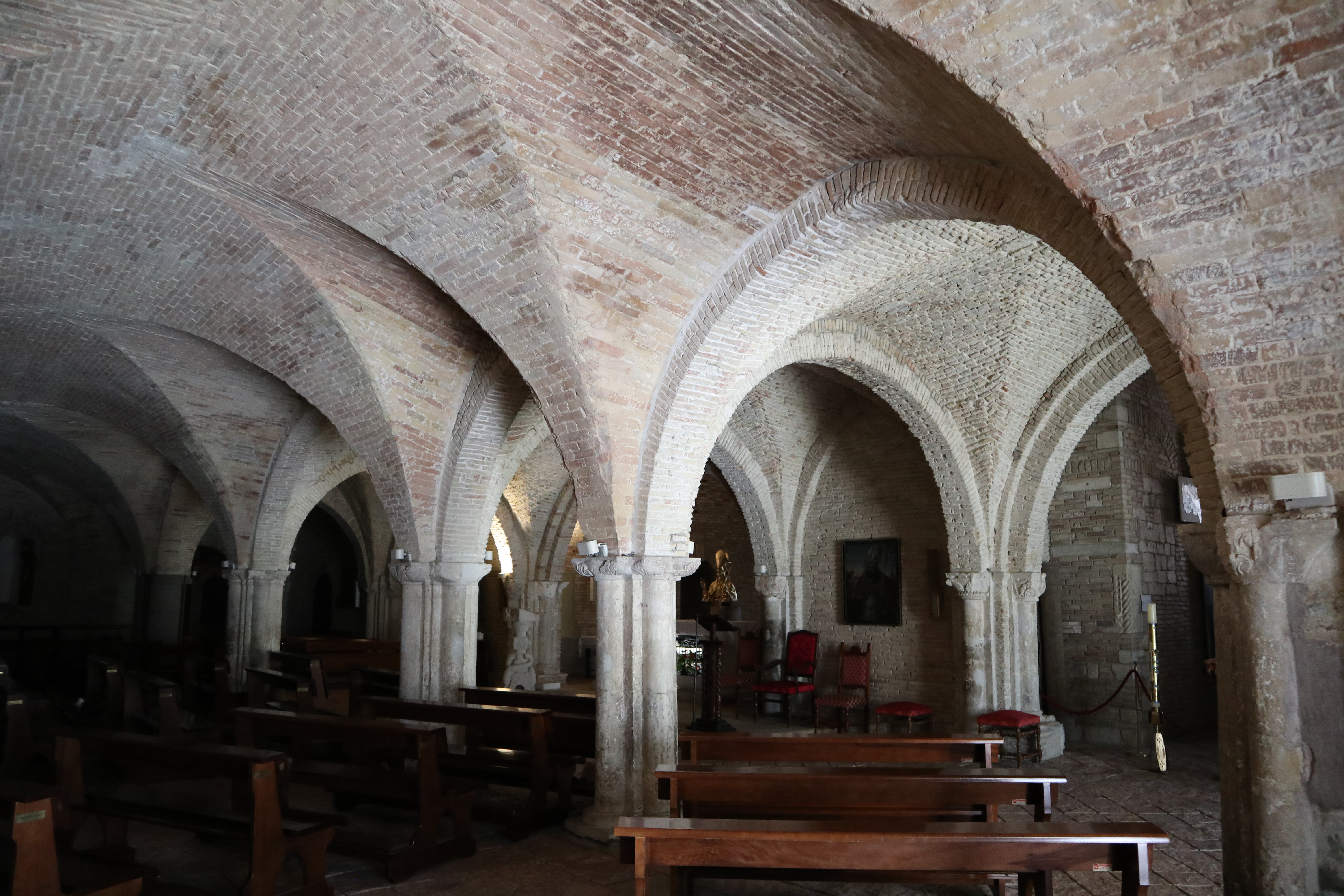
La cripta

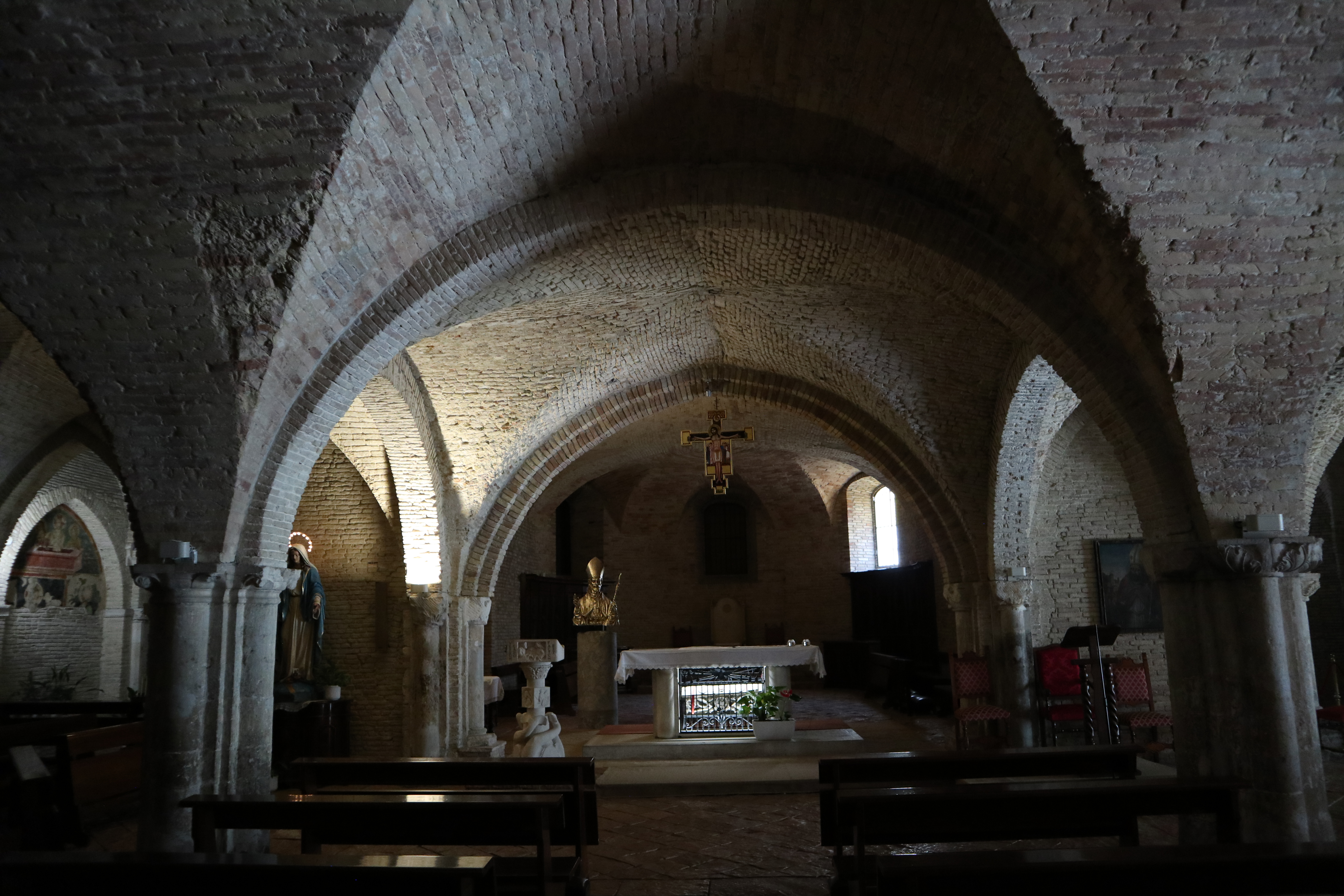
L'abside della cripta

Dedicata nell'XI secolo a San Giustino, la cripta odierna è un ambiente che riporta all'impostazione romanica, tipica di questi ambienti destinati a sepolture e, nelle chiese medievali, spesso scevri d'ogni decorazione per accentuarne l'aspetto sacrale e di raccoglimento. L'ambiente in realtà era estremamente differente fino a pochi anni addietro e per averne un'idea, basta visitare l'adiacente cappella del Monte dei Morti, nella quale le modifiche (o i "ripristini", secondo la terminologia delle sopraintendenze del tempo) non sono avvenute. La cripta era dunque ornata fastosamente da stucchi e decorazioni pittoriche, in pieno stile barocco. Dal punto di vista architettonico, si tratta di una serie di navate irregolari, coperte da volte a crociera e rette da archi a tutto sesto o da archi acuti, poggianti su colonne e capitelli di diversa epoca e fattura. I lavori degli anni settanta hanno riportato alla luce anche alcuni antichi affreschi di incerta attribuzione. Quelli della cappella alla sinistra dell'altare maggiore (dedicata al Santissimo Sacramento) sono i più antichi ma di modesta fattura ed in stato precario di conservazione. Vi è raffigurato un Cristo deposto con dolenti ma soprattutto, di fronte, un gruppo di figure comprendenti anche San Giustino: si tratta della più antica immagine del protettore di Chieti, con tutta probabilità dei primi anni del quattrocento, di qualche decennio antecedente anche alla lastra murata vicino all'altare maggiore.
Nella cappella di destra vi sono invece alcuni affreschi staccati e poi riportati su tavola. Rappresentano una Crocifissione ed un compianto sul Cristo morto dell'ultimo quarto del XV secolo e sono state riferite entrambe al Maestro di Montereale, dopo che la crocifissione aveva recato per anni l'attribuzione ad Antonio Solario, poi conservato nel Museo d'arte Barbella di Chieti. Difficile datare con precisione l'ambiente, che comunque in questa conformazione dovrebbe esistere dal XII secolo (ma potrebbe aver coinciso con la chiesa preesistente) Scendendo dalla chiesa superiore, si può notare come la cripta sia maggiormente sviluppata, in senso longitudinale, rispetto al presbiterio: si divide infatti in un ampio ambiente destinato all'assemblea che prosegue "incuneandosi" sotto la navata centrale, ed un ambiente "sacro" composto dal presbiterio e dalle già citate cappelle, alle quali si devono aggiungere la sagrestia e due ulteriori appendici: la cappella del Monte dei morti, sul fianco sinistro della cripta e la tomba dei vescovi, che all'apposto situa il suo ingresso scendendo dalla navata destra, in prossimità della porta che permette l'ingresso in cripta direttamente dalla piazza (è luna delle poche cripte esistenti ad essere dotata di questo "privilegio").

### Organi a canne

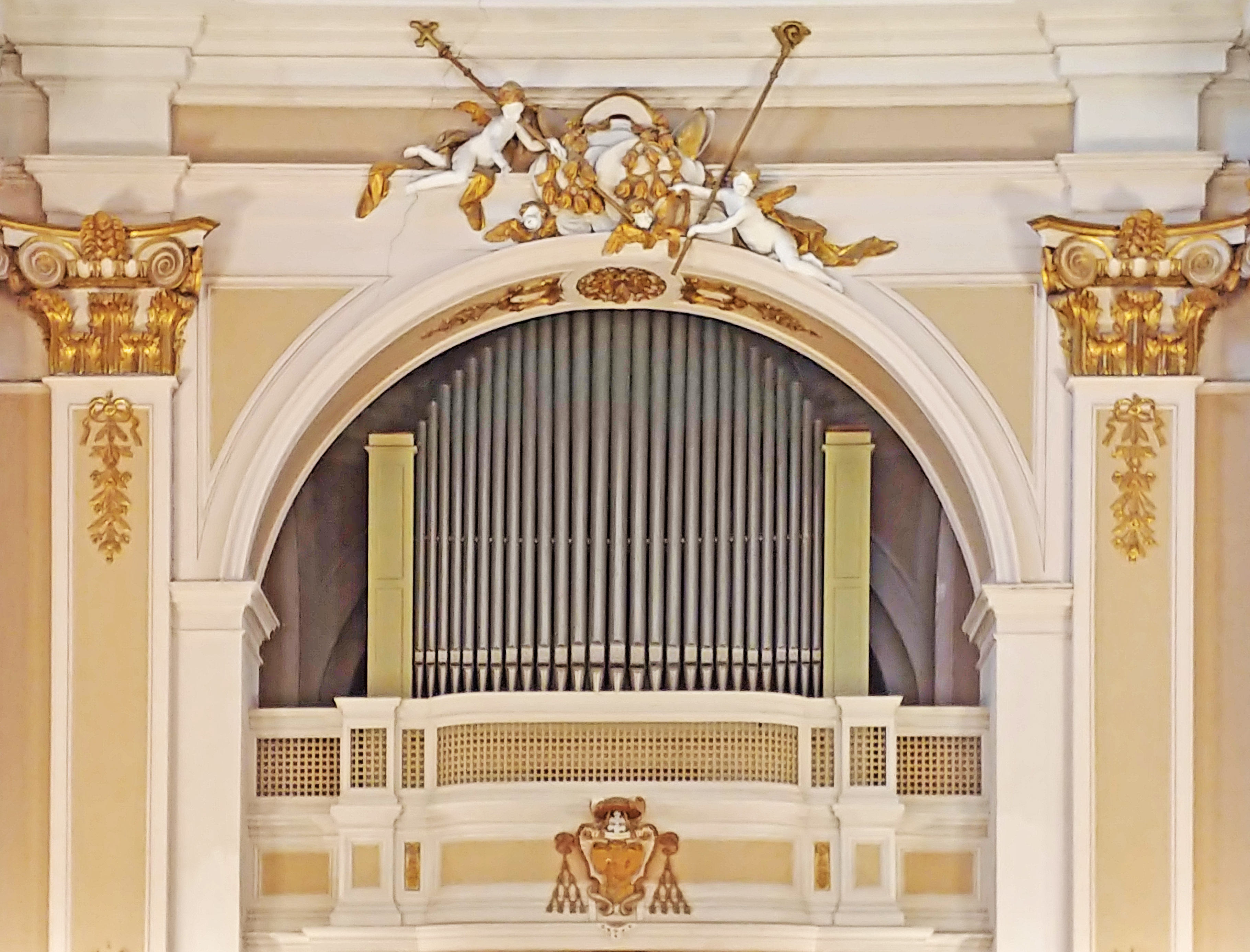
L'organo maggiore

Sulla cantoria in controfacciata si trova l'organo a canne, costruito da Zeno Fedeli nei primi anni del XX secolo. Integro nelle sue caratteristiche foniche originarie, è a trasmissione integralmente meccanica; la sua consolle dispone di due tastiere e pedaliera, con i comandi dei registri costituiti da placchette a bilico. Nella cappella di San Giustino si trovava un secondo strumento, realizzato nel 1885 da Pacifico Inzoli ed attualmente smembrato in alcuni locali adiacenti alla cripta; a trasmissione integralmente meccanica, aveva un'unica tastiera e pedaliera.

## Oratorio dell'Arciconfraternita del Sacro Monte dei Morti

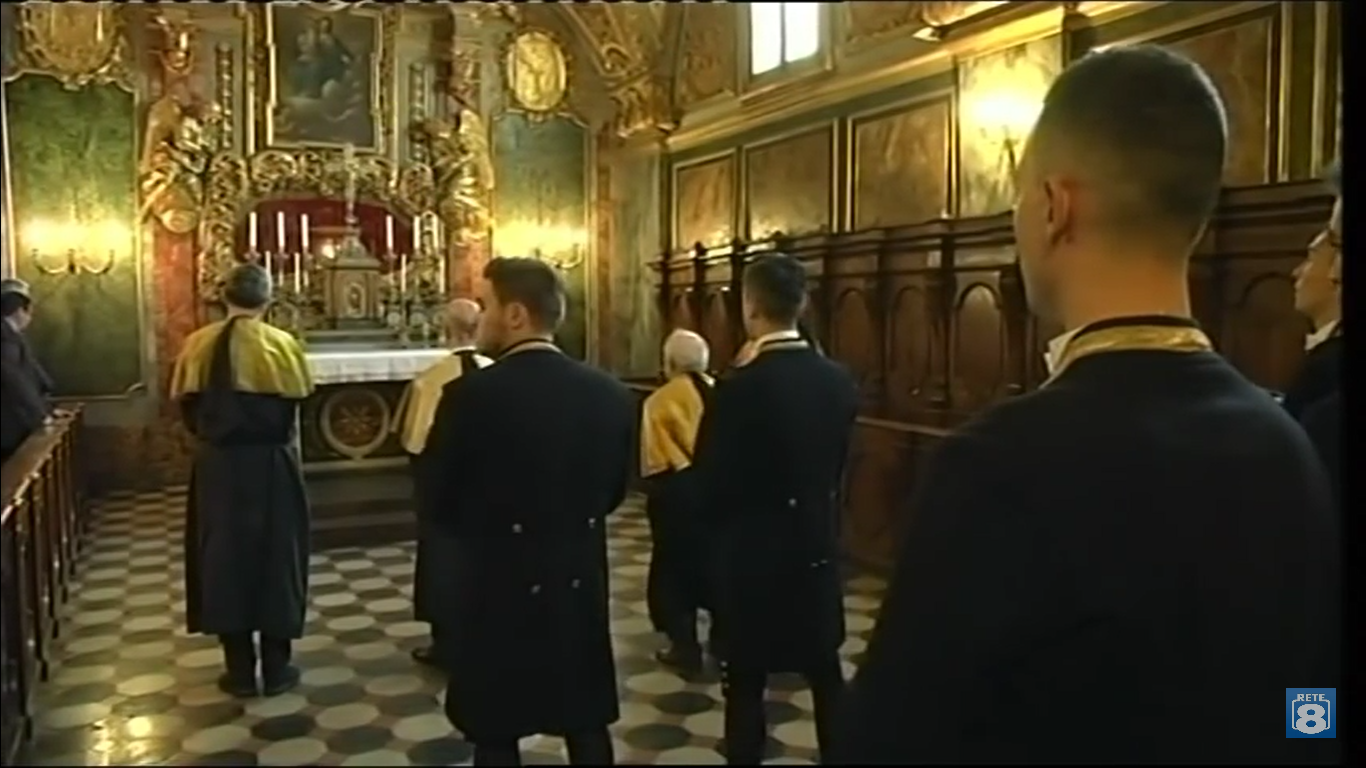
Interno dell'oratorio

Si trova dentro la cattedrale, accessibile dalla cripta gotica, oppure dal Palazzo del Seminario Diocesano in piazzetta Zuccarini lungo via Arniense. Le vicende storiche della chiesetta sono connesse all'Arciconfraternita omonima. Le fonti della confraternita sono la Historia di Girolamo Nicolino, nella "Storia degli uomini illustri" del Ravizza e un opuscolo di Luigi Vicoli (1859). La confraternita è una delle più antiche, insieme a quella di Santa Maria di Costantinopoli presso la chiesa di Santa Chiara; il suo nome è indissolubilmente legato all'organizzazione della processione del Venerdì santo. Il piccolo oratorio si sviluppò nell'XI secolo per accogliere le reliquie di San Giustino, grazie alle donazioni del conte Drogone e del vescovo Rainolfo, istituendo delle messe quotidiane in suffragio dei morti, da celebrarsi presso l'altare del santo patrono. Nel 1578 Papa Gregorio XIII dichiarò privilegiato l'altare suddetto, favorendo la costituzione formale del Monte che, sempre annesso alla cappella di San Giustino, fu fondato a tutti gli effetti nel 1957, presso l'altare di "Santa Maria Succrre Miseris", vicino a quello del Patrono, grazie al cospicuo lascito di Pietro Antonio Gigante, capitano delle milizie cittadine. Nel 1603 sotto il camerlengato di Girolamo Valignani e Giuseppe de Letto, fu eseguita la volontà del testatore, innalzando una cappella presso la cripta trecentesca. La costruzione inizialmente era modesta, sebbene nel 1648 l'arcivescovo Stefano Sauli autorizzasse l'istituzione della Confraternita. Nel 1666 fu costruita la tomba monumentale per il Capitano Gigante. Nel 1711 furono terminati i lavori di rifacimento barocco, mostrando l'oratorio nelle sue fattezze attuali. Nel 1846 fu sistemata la scala di accesso.
L'aula rettangolare con volta lunettata e due finestre strombate, ha proporzioni armoniose grazie ai rapporti di lunghezza-larghezza; la cappella è ricoperta da stucchi ad altorilievo, costoloni, festoni, medaglioni, riquadri, statue. La decorazione ricalca il tema della passione di Cristo seguendo le scene più importanti tratte dai Vangeli. La piccola pala d'altare mostra la Vergine col Bambino che soccorrono le anime del Purgatorio; l'opera è di scuola napoletana, vicina al Solimena. Quanto agli stucchi, l'apparato decorativo fu opera di Giovan Battista Gianni: lungo i lati maggiori ci sono gli scranni del coro, realizzati in noce, come ben rilevano gli elementi ornamentali e la linea neoclassica del manufatto.